# Championnat d'Europe de keirin masculin (moins de 23 ans)
Le Championnat d'Europe de keirin masculin moins de 23 ans est le championnat d'Europe de keirin organisé annuellement par l'Union européenne de cyclisme pour les cyclistes âgés de moins de 23 ans. Le championnat organisé depuis 2001, a lieu dans le cadre des championnats d'Europe de cyclisme sur piste juniors et espoirs.

## Palmarès
| Année | Or                   | Argent                  | Bronze               |
| ----- | -------------------- | ----------------------- | -------------------- |
| 2001  | Andriy Vynokurov     | José Antonio Villanueva | Teun Mulder          |
| 2002  | Theo Bos             | Vladimir Kiriltsev      | Łukasz Kwiatkowski   |
| 2003  | Teun Mulder          | Theo Bos                | Damian Zieliński     |
| 2004  | Andriy Vynokurov     | Franck Durivaux         | Michael Seidenbecher |
| 2005  | Michael Seidenbecher | Didier Henriette        | Adam Ptacnik         |
| 2006  | Mikhail Shikhalev    | Maximilian Levy         | Michael Seidenbecher |
| 2007  | Kévin Sireau         | Matthew Crampton        | Grégory Baugé        |
| 2008  | Matthew Crampton     | Michaël D'Almeida       | Denis Spicka         |
| 2009  | Maximilian Levy      | Jason Kenny             | Christos Volikakis   |
| 2010  | Joachim Eilers       | Quentin Lafargue        | Denis Spicka         |
| 2011  | Stefan Bötticher     | Joachim Eilers          | Marc Schröder        |
| 2012  | Stefan Bötticher     | Krzysztof Maksel        | Marc Schröder        |
| 2013  | Pavel Kelemen        | Benjamin Edelin         | Erik Balzer          |
| 2014  | Nikita Shurshin      | Matthijs Büchli         | Mateusz Lipa         |
| 2015  | Max Niederlag        | Nikita Shurshin         | Jonathan Mitchell    |
| 2016  | Thomas Copponi       | Marc Jurczyk            | Michał Lewandowski   |
| 2017  | Harrie Lavreysen     | Jiří Fanta              | Jack Carlin          |
| 2018  | Rayan Helal          | Marc Jurczyk            | Martin Čechman       |
| 2019  | Sébastien Vigier     | Harrie Lavreysen        | Rayan Helal          |
| 2020  | Anton Höhne          | Daan Kool               | Mateusz Sztrauch     |
| 2021  | Mikhail Iakovlev     | Daniel Rochna           | Tom Derache          |
| 2022  | Matteo Bianchi       | Daniele Napolitano      | Anton Höhne          |
| 2023  | Matteo Bianchi       | Konstantínos Livanós    | Tijmen van Loon      |
| 2024  | Mattia Predomo       | Henric Hackmann         | Oscar Caron          |
| 2025  | Nikita Kiriltsev     | Nikita Kalachnik        | Lowie Nulens         |